# La notte della regina Isabella di Francia
La notte della regina Isabella di Francia (Die Nacht der Königin Isabeau) è un film muto del 1920 scritto e diretto da Robert Wiene.

## Trama
La regina Isabella ama un giovane senza farsi riconoscere da lui. Ogni notte lo va a trovare, mentre il marito, Carlo VI di Francia, sprofonda sempre di più nella follia, circondandosi dei suoi buffoni di corte. L'unico intralcio all'amore della regina è il Conestabile, un cupo e severo uomo di stato che le impedisce di visitare l'amante. Un paggio che ama la regina, si offre come vittima sacrificale, facendosi passare per l'uomo che lei ama. Messo alla tortura tra mille supplizi, il giovane tace per salvare la sovrana, Quando lo chiudono dentro una vergine di Norimberga, le sue ultime parole sono per lei e grida "Viva la regina". Quando Isabella rivedrà l'amante, lo scoprirà tra le braccia di un'altra donna. La sua mente vacilla e la regina comincia a brancolare nel mondo di follia in cui vive già suo marito.

## Produzione
Il film fu prodotto da Erich Pommer per la Decla-Bioscop AG (Berlin).

## Distribuzione
Distribuito dalla Decla-Bioscop-Verleih GmbH, Berlin, uscì - vietato ai minori - nelle sale cinematografiche tedesche con il visto di censura B.00763, rilasciato il 18 novembre 1920. Nello stesso giorno, venne presentato in prima alla Marmorhaus di Berlino. In Finlandia, il film uscì il 25 aprile 1921.